# Flagge von Minas Gerais
Die Flagge von Minas Gerais ist eines der offiziellen Symbole des brasilianischen Bundesstaates Minas Gerais.

## Geschichte
Es handelte sich um ein Projekt für eine Nationalflagge, das von den Inconfidentes von Minas Gerais verfasst und durch das Staatsgesetz Nr. 2793 vom 8. Januar 1963 als offizielle Flagge des Staates Minas Gerais eingeführt wurde.
Wie in Artikel 2 dieses Gesetzes beschrieben, besteht die Flagge aus einem Rechteck mit 20 Modulen in der Länge und 14 Modulen in der Höhe (wie die brasilianische Flagge), das in der Mitte ein gleichseitiges rotes Dreieck mit acht Modulen auf jeder Seite enthält; oben links steht „LIBERTAS“, oben rechts „QUÆ SERA“ und unten das Wort „TAMEN“.

## Vexillologische Beschreibung und Motto
Die ursprüngliche Farbe des Dreiecks ist umstritten, da einige Historiker glauben, es sei ursprünglich grün gewesen. Rot wurde jedoch schließlich als Hauptsymbol der Revolutionen angenommen. Das gleichseitige Dreieck symbolisiert die Heilige Dreifaltigkeit.
Der Slogan LIBERTAS QUÆ SERA TAMEN (oft mit „Freiheit, wenn auch spät“ übersetzt) wurde angeblich von dem unsicheren Alvarenga Peixoto in Anlehnung an einen Vers des römischen Dichters Vergil in den Bukoliken (1.27) geprägt, der Libertas quae sera tamen respexit inertem lautet, was mit „Freiheit, die, wenn auch spät, mich träge gesehen hat“ übersetzt werden kann. Es gibt jedoch Stimmen, die behaupten, die korrekte Übersetzung des Satzes sei „Freiheit, die, wenn auch spät, dennoch...“, was keinen Sinn ergibt. Für sie sollte der korrekte Satz auf der Flagge „Libertas quae sera“ lauten, um die gewünschte Bedeutung zu erhalten.

## Galerie

Beschreibende Zeichnung des Staatsgesetzes Nr. 2793 von 1963
Bandeira da Inconfidência Mineira (1789)
Variation der Flagge der Inconfidência Mineira
Flagge der Provinz Minas Gerais, während des brasilianischen Kaiserreichs
Fahnenabzeichen des Gouverneurs von Minas Gerais, verwendet in militärischen Einheiten
Pavillon-Insignien der Regierung des Bundesstaates Minas Gerais